# Helicosporella
Helicosporella — рід грибів. Назва вперше опублікована 1954 року.